# Rogui Bou Hmara
 (octobre 2022).
Jilali Ben Driss Zerhouni El Youssefi (en arabe : جيلالي بن إدريس زرهوني اليوسفي), surnommé Rougui Bou Hmara (en arabe : الروكي بو حمارة) alias l’Homme à l'ânesse, est un homme politique marocain, né en 1860 au village d'Ouled Youssef dans le Nord du massif de Zerhoun (Maroc), et mort le 2 septembre 1909 à Fès.

## Biographie

### Débuts
Selon Eugène Aubin dans Le Maroc dans la tourmente, Bou Hmara serait un berbère arabisé, nommé Djiilali ben Driss Zerhouni el Youssefi, âgé d'une quarantaine d'années, originaire du village de Ouled-Youssef dans le Zerhoun, « En 1862, sous le régime de Sidi Mohamed, un individu de la fraction des Rouga, qui appartient à la tribu des Seffiane, dans le Gharb, Djeloul Rogui souleva quelques partisans, tuant le Caïd et marchant vers Fès... la colonne envoyée contre lui recueillit son cadavre à la zaouïa de Moulay Idriss Zerhoun où il était réfugié. » L'insurrection avait duré quarante jours. Depuis lors, tout insurgé, fut surnommé Rougui. Sobriquet malencontreux et écrasant. Mais selon Omar Mounir dans Bouhmara, l'Homme à l'ânesse, il se fit capturer dans une zaouïa puis tuer sur ordre du sultan M'hammed, bien que d'autres suppositions planent sur le sujet.
Bou Hmara était un homme politique d'origine très modeste, appartenant à la famille des Ouled Abbou. Après avoir fait l'apprentissage du Coran dans un mside, il avait poursuivi ses études  à Fès, parmi les tolba Mouhendissine mais aussi à Tlemcen, à Alger et vraisemblablement à Paris, où il aurait obtenu le diplôme d'ingénieur topographe dans la prestigieuse École des ponts et chaussées[réf. nécessaire]. Instruit et émérite, cet homme a su acquérir de la considération et du respect de son entourage et des personnalités influentes du Makhzen.

### La réussite
Il devint quelque temps le secrétaire de Hassan Ier, sultan du Maroc. Il obtint rapidement des accès au sérail et devint un homme puissant.
Il tient son surnom du fait qu'au début de sa mutinerie, il usurpa l'identité du demi-frère du sultan Moulay Abdelaziz, Moulay M'hammed en utilisant une ânesse. Cette posture avait pour but d'unir autour de lui les Marocains, qui avaient une dévotion profonde pour le frère ainé de Abdelaziz et fils de Hassan Ier tout en se montrant proche du peuple. Il souleva les tribus en s'imposant comme le défenseur de la religion islamique et en dénonçant les abandons successifs de pouvoirs de la nation à la France et l'Angleterre. À ce sujet, il y a un point très important à connaître : Le sultan avait pour conseillers influents deux Anglais : Sir Harry Mac-Lean, dit Caïd Mac Lean, ancien sergent sous-officier de l'armée anglaise, anobli par son roi Édouard VII, empressé de reconnaître l'aide précieuse qu'il avait apportée au développement de l'influence britannique au Maroc. Il fut commandant de la garde du Sultan, fonction qu'il occupait déjà sous le règne de Moulay al-Hassan et le gouvernement du vizir Ba H'mad. Le deuxième personnage est le correspondant du Times Walter Burton Harris (en)  , qui arriva au Maroc en 1901, et qui devint le deuxième personnage le plus influent dans l'entourage du jeune sultan.
Bou Hamara avait environ 42 ans quand il profita de l'anarchie régnante (siba) et de l’absence d’institutions du Makhzen, pour mener en novembre 1902 la rébellion contre les Alaouites en la personne d'Abdelaziz. Le 23 décembre 1902, il battit les troupes du sultan moulay Abdelaziz. Bien que les m'halla du sultan fussent commandée, à tour de rôle, par le frère du sultan moulay El-K’bir, par le ministre de la Guerre en personne, Si Mehdi Lamnabhi, le frère de celui-ci...
Le Rogui se fit proclamer Sultan du Maroc à Taza par les Ghiata, les Hyayna et les autres tribus de la région, il devint le maître de l'Oriental, contrôlant une grande partie du nord et de l'est du Maroc (Ghiata, Hyayna, Tsoul, Znata, Taza...). Il se comporta comme un sultan, eut son propre Makhzen, épousa la fille d'un chérif alaouite et réclama le paiement de la taxe de la jiziya des Juifs de Debdou. Il chercha également à nouer des relations diplomatiques avec le sultan ottoman.
Il s’installa avec son armée à Selouane, chez les Rifains Qelaya et à partir de cette base, il envoya de nombreuses expéditions afin de soumettre les tribus de la région. Le Rogui voulait étendre sa domination sur le Rif central et ses troupes commencèrent à circuler dans le Rif. Il s'allia aussi aux Espagnols de Melilla à qui il céda des concessions minières à Ouiksan, au grand dam des Rifains. Un jour de marché à Ait Bouayach, des soldats du Rogui se mirent à tirer en l’air, en guise de provocation. Les Rifains les désarmèrent et les renvoyèrent de leur territoire après les avoir copieusement battus. Le Rogui mis au courant de l’incident, envoya une lettre aux Rifains leur demandant de payer une amende de 5000 douros pour avoir agresser ses hommes. Le Rogui réclamait que 10 parmi les principaux chefs des Ait Ouriaghel lui apportent l’amende en personne à Selouane,.
Les Rifains sentant un traquenard, envoyèrent 10 autres individus apporter l’amende au Rogui. Celui-ci les emprisonna mais ils réussirent à s’évader et à rejoindre le Rif où ils racontèrent leur mésaventure.
Un assemblée générale (agraw) fut annoncée à Thisar, non loin de Tamasint. Les Imgharen (anciens) rifains décidèrent de rompre les liens avec le Rogui et de lui interdire l’accès à leur territoire. En juin 1908, l’armée du Rogui quitta Selouane dans le Rif oriental avec pour objectif d'envahir le Rif central. L’armée du Rogui était dirigée par un ancien esclave , Moul-Woudou (surnommé ainsi car il s’occupait dans le passé de préparer l’eau pour les ablutions de ses maîtres). Dans la société profondément égalitaire des Rifains où l’esclavage était quasiment inconnu, la liberté était une valeur cardinal. Les Rifains se considéraient tous égaux, et le fait que le Rogui avait envoyé un esclave pour les soumettre fut considéré comme une grave insulte,.
Après avoir pris le contrôle des Aït Oulichek et des Tafersit, Moul-Woudou affronta les Temsamane. La lutte fut rude mais très vite Moul-Woudou eu le dessus. Les Aït Touzine opposèrent une résistance encore plus vigoureuse, notamment dans les montagnes. Lorsque Moul-Woudou prit le dessus sur les Aït Touzine, il fut tellement exaspéré qu’il commit des massacres, tuant sans discrimination, hommes, femmes et enfants,.
Il restait à Moul-Woudou de soumettre les Ait Ouriaghel, les Aït Ammart ainsi que les Igzenayen. Ces trois tribus avaient scellé une alliance promettant de résister jusqu’à la mort contre le Rogui. De plus ces tribus étaient très bien armés grâce à la contrebande d’armes. Le Rogui avait entendu parler des rumeurs qui disaient que les monts des Aït Ouriaghel abriter une mine d’or. Il espérait vendre cette mine aux puissances européennes, ce qui ne fit qu’accroître la détermination rifaine à lui résister,.
Le 30 août 1908, une dernière assemblée générale des Rifains organisa le plan de défense. Chaque clan devait défendre une partie du territoire et quiconque déserterait le combat verrait sa propriété confisquée et serait expulsé du Rif. Le 7 septembre 1908, un groupe de Rifains fut envoyé espionné le camp de Moul-Woudou chez les Temsamane. Repérés, ils durent battre en retraite sous les tirs de leurs ennemis. 12 furent tués. Le 9 septembre, l’assaut fut lancée par Moul-Woudou après un barrage de canons. Très vite les Rifains furent débordés sur le front d’Imzouren. L’armée du Rogui se répandit dans toutes les directions, pillant les maisons,.
Mais chez les Ait Abdallah, une troupe de 30 combattants du Rogui tombèrent  dans une embuscade. Cette victoire ralluma la flamme de la résistance. Les Ait Bouayach ouvrirent les canaux , inondant la plaine d’Al Hoceïma et provoquant l’enlisement des soldats du Rogui. Une contre-offensive fut lancée à Imzouren et l’armée du Rogui se retrouva pris au dépourvu. Ses soldats se retirèrent en direction de Temsamane, poursuivis par les Rifains. Au même moment, les Iqa'rayen autour de Nador se soulevèrent contre le Rogui sous la conduite de Mohamed Améziane en apprenant la défaite de son armée à Imzouren,.
Moul Woudou et les survivants de son armée furent poursuivis jusqu’à Trougout. Là ils furent encerclés par les Rifains. La bataille de Trougout dura toute une journée et fut une défaite complète pour l’armée du Rogui. Moul-Woudou réussit à s’échapper en direction de Ben Taïeb, toujours poursuivi.
Vers mi-octobre 1908, tous les Rifains étaient en révolte contre le Rogui, qui dû quitter le territoire des Qelaya et le Rif pour de bon. Les anciens collaborateurs rifains de Bouhmara durent payer de lourdes amendes aux Imgharen,.
La victoire des Rifains sur Bouhmara leur montra qu’unis ils pouvaient vaincre des ennemis puissants. Ils avaient vaincu Bouhmara, que le Sultan lui-même n’avait pas réussi à battre et que les puissances européennes courtisaient. Cette leçon leur servira durant la Guerre du Rif.
Profitant de ce contexte, Mohamed Améziane (1859-1912), Amghar des Ait Bouifrour, débuta une guerre contre les Espagnols à Melilla,.

### La fin
Le Rogui ne se relèvera pas de sa défaite et fut capturé le 11 août 1909 à Bni Mestara par le sultan Moulay Abd al-Hafid qui avait renversé son frère Abdel Aziz l'année précédente. Le sultan était activement aidé par la France, en munitions et en officiers  encadrant sa m'halla. Voyant son armée décimée et sa fin proche, Bou Hamara se réfugia dans une mosquée de la zaouïa Darkaouia, croyant que sa vie serait épargnée. En dépit de leur caractère sacré, les lieux furent bombardés et détruits par l'artillerie lourde fournie au sultan par ses alliés français.[réf. nécessaire] Jilali Zerhouni, ses lieutenants, Ben Jilali, Si Allal Zemrani, Aakka... ses femmes, ses enfants furent finalement capturés avec 400 survivants de ses soldats et de son personnel le 21 août 1909 et emmené à Fès,.
À la suite de traitements inhumains, seuls 160 des 400 prisonniers arrivèrent vivants à destination. Le 2 septembre 1909, Bou Hmara est torturé une dernière fois et exécuté par dépeçage en public, puis livré aux fauves avec 32 de ses partisans. Ce qui resta de sa dépouille est incinéré à Bab Al Mahrouk, la place d'exécution des basses besognes du sultan.
On raconte qu'on a commencé par sectionner à chacun une main et le pied opposé, ensuite, les têtes coupées et accrochées sur le fronton de Bab Al Mahrouk :
« Les bouchers opéraient, tranchant d'un coup de leurs couteaux aiguisés ici une main droite et un pied gauche, là une main gauche et un pied droit. Le sang coulait à la grande joie de la foule. Les malheureux s'affaissaient et pour arrêter l'hémorragie, on les portait près d'un caveau où chauffait de la poix bouillante et on y trempait leurs moignons sanglants, au milieu de leurs hurlements de douleur. Beaucoup mouraient de leurs souffrances et de la perte de leur sang. Après quelques jours de manège, les consuls des puissances étrangères présents en ce moment à Fès, se réunirent et décidèrent d'inviter le sultan, au nom de l'humanité et de la civilisation à cesser ces exécutions barbares ».
Ce traitement scandalisa les chancelleries et les consulats européens au Maroc. Le corps consulaire de Fès sollicita même une audience pour la remise de la note de protestation, elle lui fut accordée pour le 11 septembre 1909.
Remarque 
Bou Hmara signifie L'homme à  l'ânesse et non l'homme rouge. À cette époque les Marocains ne portaient pas de vêtements rouges.